# Кисы (деревня)
 Кисы  (чув. Кисе) — деревня в Аксубаевском районе Татарстана. Входит в состав Новоаксубаевского сельского поселения.

## География
Находится в южной части Татарстана на расстоянии приблизительно 1 км на восток по прямой от районного центра поселка Аксубаево у речки Малая Сульча.

## История
Известна с 1710 года. С начала XX века по 1963 года учитывалась как 2 населенных пункта: Русские Кисы и Чувашские Кисы. В начале XX века была действующая церковь.

## Население
Постоянных жителей было: в 1782 году- 122 души мужского пола, в 1859—982, в 1897—984, в 1908—1049, в 1920—1021, в 1926—1055, в 1938—1159, в 1949—783, в 1958—767, в 1970—728, в 1979—771, в 1989—446, в 2002 году 473 (чуваши 82 %), в 2010 году 466.